# El resplandor (miniserie)
El resplandor es una miniserie para la televisión de tres partes, basada en la novela homónima escrita por Stephen King. La historia narra los eventos que suceden mientras una familia cuida un enorme hotel en Colorado que se encuentra cerrado por estar fuera de temporada.
La serie fue adaptada por el director Mick Garris bajo la mirada cuidadosa de Stephen King y se estrenó en 1997. En el reparto pueden encontrarse actores y actrices de Hollywood que en esa época eran muy conocidos.

## Reparto
| Actor              | Papel                           |
| ------------------ | ------------------------------- |
| Steven Weber       | Jack Torrance                   |
| Rebecca De Mornay  | Wendy Torrance                  |
| Courtland Mead     | Daniel "Danny" Anthony Torrance |
| Melvin Van Peebles | Dick Hallorann                  |
| Wil Horneff        | Tony                            |
| Pat Hingle         | Pete Watson                     |
| Elliott Gould      | Stuart Ullman                   |
| John Durbin        | Horace Derwent                  |
| Stanley Anderson   | Delbert Grady                   |

## Argumento
Jack Torrance ha estado combatiendo su adicción a las bebidas alcohólicas desde que estas casi destruyeron su vida. Tanto su alcoholismo como su temperamento explosivo lo han llevado a perder su trabajo como profesor en Stovington, una escuela secundaria de prestigio. La causa de su despido fue originada por un incidente con un estudiante llamado George Hatfield, que pinchó los neumáticos del automóvil de Jack en venganza por haber sido expulsado de un grupo de debate. Al descubrirlo, Jack atacó a George. Durante otro de sus arranques de ira, Jack hirió a Danny, su hijo, lo que casi provocó la ruptura de la familia.
Tiempo después, recuperado de su adicción y trabajando como escritor, Jack toma el puesto de cuidador durante el invierno de un hotel enorme y lujoso: el hotel Overlook, una inmensa construcción colonial que se encuentra ubicado en un hermoso valle de las Montañas Rocosas. Jack acepta el trabajo felizmente ya que le proporcionará la fuente de ingresos que tanto necesita y, además, tendrá tiempo para terminar su prometedora primera obra teatral.
Junto a Jack se hallan su esposa, Wendy, y su hijo, Danny, quienes también parecen estar agradecidos por este cambio en su vida rutinaria. Wendy ha endurecido su carácter debido al pasado de Jack como alcohólico, mientras que Danny aparenta ser extremadamente frágil teniendo en cuenta el abuso tanto físico como emocional al que fue expuesto inadvertidamente por su padre. Mientras Jack acepta el trabajo, Tony, un muchacho que se le aparece a Danny en visiones, advierte al niño que no vaya al hotel.
Sin embargo, la familia Torrance se dirige al Overlook y después de su llegada y de conocer a su cocinero en jefe, Dick Hallorann, Danny descubre que posee un poder inigualable. Hallorann le dice a Danny que "resplandece" (lo que da título a la historia) y mediante este poder que ambos comparten, pueden comunicarse telepáticamente. Antes de despedirse, Hallorann pide a Danny que le informe si pasa algo malo en el hotel.
Con el paso del tiempo se vuelve cada vez más evidente que los fantasmas del hotel son más que una forma figurativa de hablar y que son malignos. Dentro del edificio existe una fuerza desconocida que pretende utilizar a Danny con propósitos sombríos y que va de encender luces y emitir voces espectrales hasta un baile de máscaras perteneciente al pasado sangriento del Overlook.
Danny es el primero en reconocer el carácter siniestro del hotel, tras haber recibido visiones y advertencias premonitorias de lo que él y sus padres enfrentarán durante el largo y solitario invierno.
Con la intención de alcanzar su meta, el hotel utiliza a la persona más cercana a Danny, su padre, enloqueciéndolo. Jack comienza a beber alcohol nuevamente y a ver fantasmas que lo convencen de entregarles a su hijo.
Cuando Jack ya está totalmente loco, Danny "grita" mentalmente a Dick, pidiéndole que vuelva al hotel. Este trata a salvar a Danny pero Jack le da un golpe en la cabeza y lo deja inconsciente. Jack atrapa a Danny en un pasillo pero su convicción desfallece y lo deja escapar. Danny, Dick y Wendy salen del hotel antes de que la caldera explote, matando a Jack.
La miniserie termina 10 años después, con la graduación de Danny en la escuela secundaria. Dick y Wendy asisten a la ceremonia e incluso aparece el espíritu de Jack.

## Inspiración
La creación de esta miniserie es atribuida al supuesto desagrado que sintió Stephen King por la adaptación de su novela que realizó Stanley Kubrick en 1980. Los rumores del conflicto entre King y Kubrick aparentemente se deberían a algunos cambios efectuados en el argumento y en el desarrollo de los personajes. Sin embargo, hasta el momento, ni Stephen King ni la familia de Stanley Kubrick han emitido ninguna explicación al respecto.

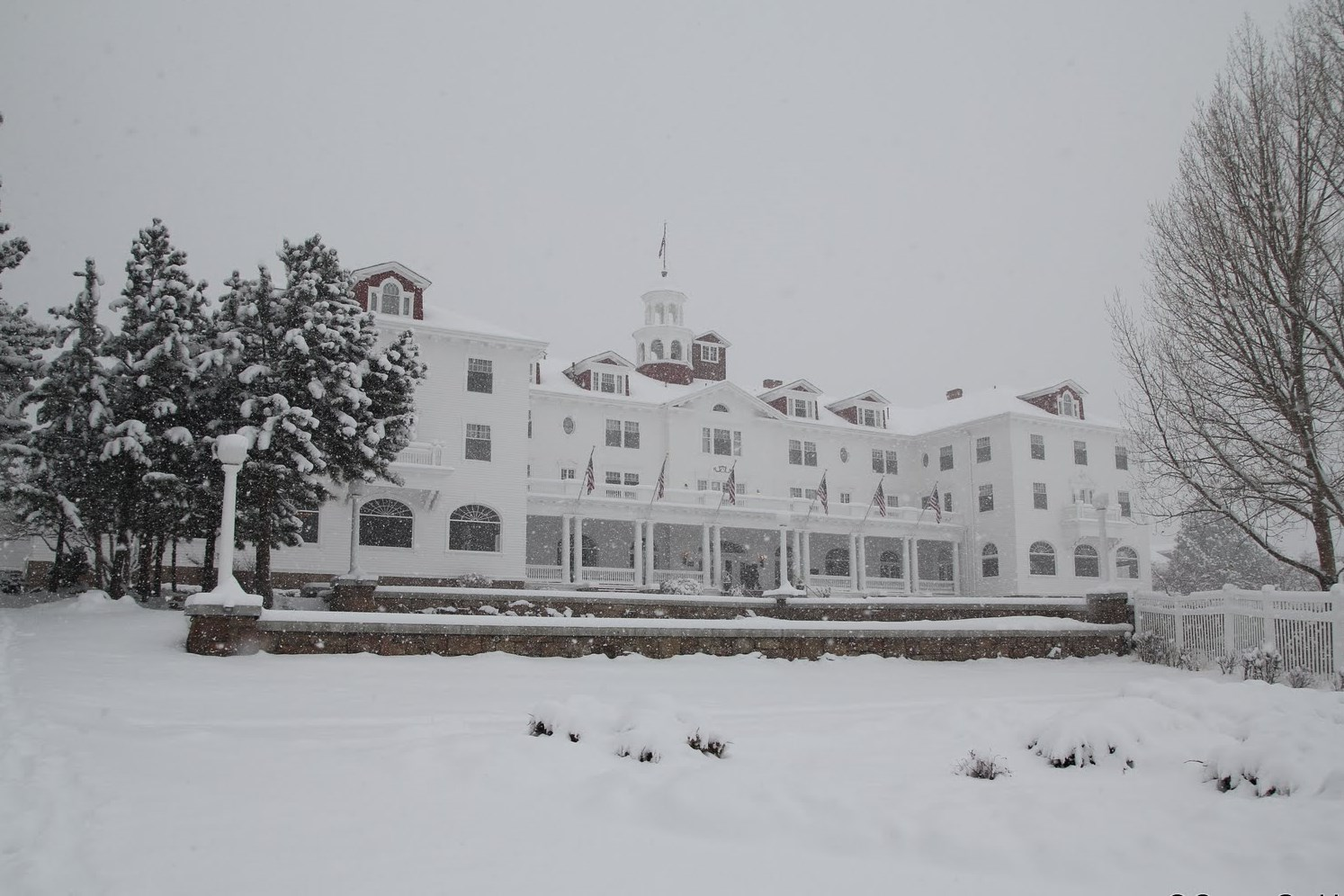
El Hotel Stanley

 Fuera del motivo detrás de su creación, la miniserie de 1997 cuenta con un elemento importante que ayudó a inspirar la novela: el Hotel Stanley de Estes Park, Colorado. King utilizó al hotel que lo inspiró a escribir el libro como escenografía para exteriores y para el diseño de interiores. Incluso llegaron a filmarse algunas escenas dentro del hotel, aunque efectuando ciertas modificaciones para aumentar la sensación de antigüedad del edificio.

## Diferencias
Es muy raro que una adaptación sea totalmente fiel a la obra original, por lo tanto, hay partes que suelen quitarse o ser editadas. Como cualquier otra adaptación, El resplandor sufrió recortes y adiciones que se deben a licencias artísticas, contenidos y cuestiones de tiempo. La versión de El resplandor de 1997 presenta grandes diferencias respecto de la película e, incluso, del libro. A continuación se enumera una selección de diferencias y notas describiéndolas en detalle.
- Topiarios: Los arbustos con forma de animales, que en la película habían sido reemplazados por un laberinto, son recuperados en la miniserie.
- Horace Derwent: Eliminado por completo en la película de 1980. (Aunque puede adivinarse su presencia durante una breve escena cuando Wendy observa la habitación con dos hombres, uno de los cuales lleva puesto un traje de perro/oso.)
- Habitación 217: En la película, la habitación 217 fue reemplazada por la 237 a pedido de la administración del Timberline Lodge (que fue utilizado como el Overlook en la adaptación de Kubrick) para evitar que se generaran problemas de reservas en esa habitación específica. En la versión de 1980, Jack entra en la habitación 237 y ve a una joven muy atractiva bañándose. La mujer sale de la bañera y comienza a besar a Jack apasionadamente. Cuando Jack mira el espejo por sobre su hombro, ve que ella ha cambiado a una horrible mujer en descomposición. En la versión de 1997, Danny entra a la habitación 217 y ve el cadáver putrefacto de una mujer (Cinthia Garris) en la bañera. La mujer se levanta de la bañera, persigue a Danny y finalmente lo ataca.
- Croquet de Denver: Reemplazado por un hacha en la versión de 1980, la miniserie recupera el enorme mazo de croquet que Jack Torrance utiliza durante la confrontación final.
- Diferencia de diálogos: Cuando Jack asoma la cabeza por la puerta rota, dice "¡Bu!" en lugar del famoso "¡Aquí está JOHNNY!" (que había improvisado Nicholson en la película).
- Dick Hallorann: A diferencia de la película de 1980 y en concordancia con la novela, Dick no es asesinado por Jack.
- El final/epílogo: Una de las escenas más memorables de la película de 1980 es la imagen de Jack Torrance (interpretado por Jack Nicholson) muerto por congelación en el laberinto de arbustos. En la novela, Jack muere en el sótano del hotel cuando explota la caldera. Para la miniserie se recuperaron el problema de la caldera y la muerte de Jack cuando este explota. Sin embargo, King expandió el final original: En vez de pasar a un campamento de verano al año siguiente la historia salta a diez años después. El epílogo presenta lo sucedido a los personajes supervivientes: Danny se está graduando en Stovington y Wendy abrió una galería de arte. Aunque no se especifica demasiado sobre Dick, se puede ver que aún conduce su impecable Cadillac Eldorado 1959. Aquí se revela que "Tony" en realidad es Danny Torrance adolescente, lo que se enfatiza cuando durante la ceremonia se lo llama por su nombre completo: Daniel Anthony Torrance. La misma escena contiene una breve despedida entre Danny y Jack, y sugiere que Wendy podría tener un poco del "resplandor".

El epílogo concluye en un terreno ventoso de las Rocosas, las ruinas del Hotel Overlook se pudrieron tras el fuego y ahora están cubiertas de vegetación. Sin embargo, cerca hay un cartel que señala su inminente reconstrucción. Mientras la imagen se disuelve, el hotel flota sobre el terreno como un fantasma esperando ansioso su renacimiento y, al mismo tiempo, se escucha el golpe de una bola de croquet y una última voz espectral diciendo "¡Buen golpe!"